# علی‌سمیل
علی‌اسماعیل فخرایی (علی فرزند اسماعیل) مشهور به علی‌سمیل از قهرمانان مبارز جنوب که در فاصله کمی از قیام رئیسعلی دلواری در مقابل دولت مرکزی در جنگ بود. علی‌اسماعیل فخرایی کدخدای روستای گله زنی نزدیک بندر دیر بود. در فاصله سال‌های ۱۳۱۰ تا ۱۳۲۶ ش در ۱۳۱۲ ش که اردوی حکومتی برای خلع سلاح به نواحی دشتی و دیر رفته بود و موجب بدرفتاریها به مردم منطقه شد. فشارهای غیرقابل تحمل باعث شد کدخدایان منطقه از جمله علی سمیل مقاومت نشان دهند بنابرین جنگ ناخواسته بین علی سمیل و قوای امنیه دولتی به شدت درگرفت و چنان‌که نوشته‌اند مأمورین به جای حفظ امنیت به غارت و چپاول مردم دست زدند. سرانجام در سال ۱۳۲۳ به علی اسماعیل تأمین داده شد. علی سمیل بعدها به صورت قاچاقی به کشور قطر به قصد درمان بیماری مهاجرت کرد و به سال ۱۳۴۰ ش آنجا درگذشت و همان‌جا دفن شد.